# Todolella
Todolella, en castillan et officiellement (La Todolella en valencien), est une commune d'Espagne de la province de Castellón dans la Communauté valencienne. Elle est située dans la comarque de Ports et dans la zone à prédominance linguistique valencienne. Elle fait partie de la Mancomunidad Comarcal Els Ports.

## Géographie

Localisation de Todolella
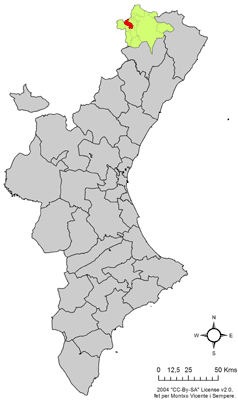
dans la Communauté valencienne.
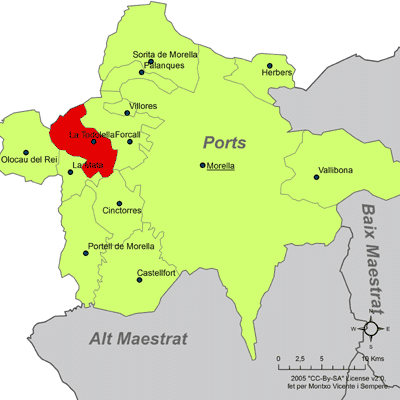
dans la comarque de Ports.